# Alois Šmolík
Alois Šmolík (Býšovec, 16 aprile 1897 – Brno, 28 luglio 1945) è stato un ingegnere aeronautico cecoslovacco.
Fu il capoprogettista e uno dei maggiori artefici dello sviluppo dell'azienda aeronautica Letov. Tra gli aerei da lui progettati quello che riscosse maggior successo commerciale fu il monomotore da ricognizione biposto Letov Š-28 che, con i modelli da esso derivati, raggiunse i 470 esemplari costruiti.

## Aerei progettati
| Nome        | Ruolo                  | Anno | Quantità | Note      |
| ----------- | ---------------------- | ---- | -------- | --------- |
| Letov Š-1   | aereo da ricognizione  | 1920 |          |           |
| Letov Š-2   |                        |      |          |           |
| Letov Š-3   |                        |      |          |           |
| Letov Š-4   | aereo da caccia        | 1922 |          |           |
| Letov Š-5   |                        |      |          |           |
| Letov Š-6   |                        |      |          |           |
| Letov Š-7   |                        |      |          |           |
| Letov Š-8   |                        |      |          |           |
| Letov Š-12  |                        |      |          |           |
| Letov Š-13  |                        |      |          |           |
| Letov Š-14  |                        |      |          |           |
| Letov Š-16  | bombardiere            | 1926 |          |           |
| Letov Š-18  | aereo da addestramento | 1925 |          |           |
| Letov Š-19  | aereo da trasporto     | 1925 |          |           |
| Letov Š-20  | aereo da caccia        | 1926 |          |           |
| Letov Š-21  |                        |      |          |           |
| Letov Š-218 | aereo da addestramento | 1926 |          |           |
| Letov Š-25  |                        |      |          |           |
| Letov Š-28  |                        |      |          |           |
| Letov Š-31  | aereo da caccia        | 1929 | 33       |           |
| Letov Š-331 | aereo da caccia        |      |          | prototipo |
| Letov Š-231 | aereo da caccia        | 1933 |          |           |
| Letov Š-32  |                        |      |          |           |
| Letov Š-328 | aereo da ricognizione  | 1932 |          |           |
| Letov Š-33  |                        |      |          |           |
| Letov Š-39  |                        |      |          |           |
| Letov Š-50  |                        | 1938 |          | prototipo |